# Нгуен Шинь Хунг
Нгуен Шинь Хунг (вьет. Nguyễn Sinh Hùng, род. 18 января 1946, Нгеан, Вьетнам) — государственный и политический деятель Социалистической Республики Вьетнам. Председатель Национального Собрания.

## Биография
Нгуен Шинь Хунг родился 18 января 1946 года в провинции Нгеан во Вьетнаме.
Хунг был министром финансов, главой Государственного казначейства, а затем первым вице-премьером с 2006 по 2011.
23 июля 2011 года Национальное Собрание Вьетнама утвердило Нгуен Шинь Хунга председателем парламента.
На съезде Коммунистической партии Вьетнама в 2011 году, он был одним из четырёх «ключевых лидеров» Вьетнама, наряду с генеральным секретарём партии Нгуен Фу Чонгом, президентом Чыонг Тан Шангом и премьер-министром Вьетнама Нгуен Тан Зунгом.
6 января 2014 года в Ханое председатель Национального собрания СРВ Нгуен Шинь Хунг принял зампредседателя палаты депутатов Италии Марину Серени. Нгуен Шинь Хунг сказал, что визит во Вьетнам поспособствует углублению и развитию отношений между Вьетнамом и Италией, особенно, в обстановке, когда две страны отмечают 40-летие со дня установления дипломатических отношений между двумя государствами.